# Ibrox Stadium
O Ibrox Stadium (originalmente Ibrox Park) é um estádio para futebol na cidade Glasgow, na Escócia no Reino Unido.
Fica próximo ao lado sul do Rio Clyde, no bairro de Ibrox. Pertence ao clube Rangers FC.
O primeiro estádio no local foi inaugurado em 1899, com capacidade para 4.500 torcedores. Em mais de 100 anos, o estádio passou por várias reformas. A mais recente, em 2006, aumentou a capacidade para 50,817 torcedores, sendo um dos maiores da Grã-Bretanha.
O recorde de público é de 118.567 torcedores em Janeiro de 1939 no clássico contra o Celtic FC.
O estádio é um dos 27 estádios 5 Estrelas segundo a UEFA e um dos dois da Escócia (o outro é o Hampden Park), podendo receber finais da Liga dos Campeões da UEFA e da Copa da UEFA.

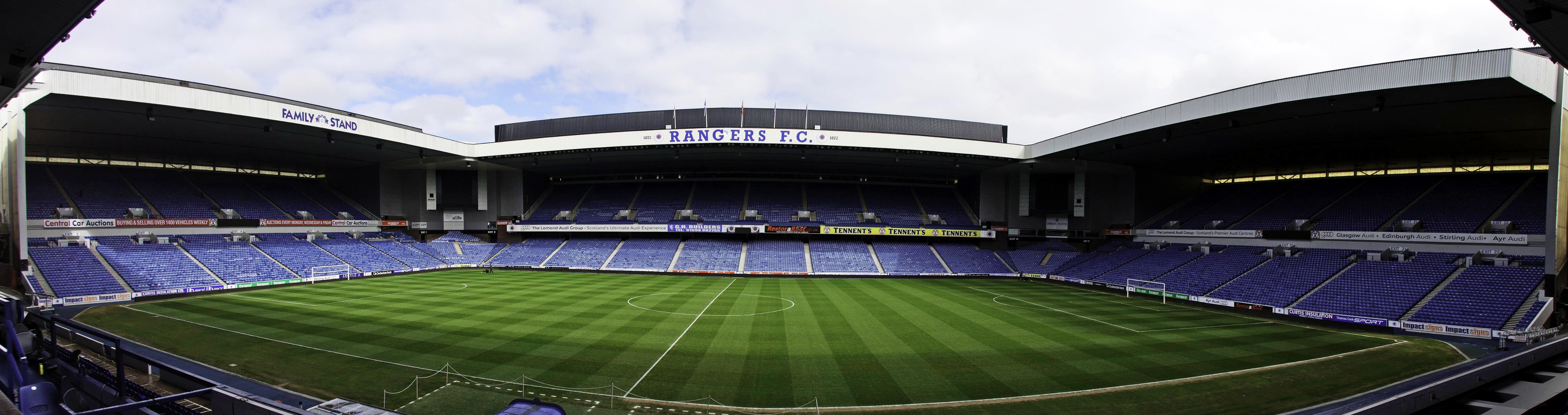
Panorama do Estádio

## Ligações Externas
- História do Ibrox Stadium no Site do Rangers FC
- Ibrox Stadium no Google Maps.